# Колодня (Вологодская область)
Колодня — деревня в Устюженском районе Вологодской области.
Входит в состав Устюженского сельского поселения (с 1 января 2006 года по 9 апреля 2009 года входила в Перское сельское поселение), с точки зрения административно-территориального деления — в Перский сельсовет.
Расположена на левом берегу реки Колодня. Расстояние по автодороге до районного центра Устюжны — 38 км. Ближайшие населённые пункты — Завражье, Поддубье.
По данным переписи в 2002 году постоянного населения не было.